# Tanz ins Glück
Tanz ins Glück ist eine österreichische Operettenverfilmung aus dem Jahre 1951, inspiriert von der gleichnamigen Vorlage von Robert Stolz. Unter der Regie von Alfred Stöger spielen Johannes Heesters und Waltraut Haas.

## Handlung
Der berühmte südamerikanische Operettentenor Pedro Domingo kehrt für ein Gastspiel nach langer Abwesenheit nach Deutschland zurück. Hier lernt er die blutjunge Nachwuchssängerin und Soubrette Rosmarie Reisdorfer kennen und verliebt sich augenblicklich in sie. Ihr zuliebe springt er bei einer Tourneeaufführung an Rosmarie Seite für ihren ausgefallenen Bühnenpartner ein. Dieser Sonderauftritt löst sensationelle Reaktionen aus und hat auch Auswirkungen auf sein offiziell angekündigten Starauftritt im Rahmen der Bregenzer Festspiele. 
Pedros Liebe zu Rosmarie führt dazu, dass er nunmehr aus Gefälligkeit sie und ihre Tourneekollegen für seine eigenen Veranstaltungen engagiert. Der Tanz ins Glück wäre perfekt, wenn da nicht eine alte Liebe, die Tänzerin Inez Cavalcante, aus Südamerika wäre, die ihm hier in Europa das Leben schwer macht. Vor allem deren mitgereiste Mutter, Mira Cavalcante, versucht durch Intrigen Pedro das Leben schwer zu machen und ihm sein Glück mit Rosmarie zu vermiesen. Schließlich aber glätten sich die Wogen, und Inez tröstet sich mit Pedros Privatsekretär. 

## Produktionsnotizen
Tanz ins Glück entstand Mitte 1951 im Atelier von Berlin-Tempelhof sowie mit Außenaufnahmen in Bregenz und am Bodensee. Die Uraufführung erfolgte am 20. Oktober 1951 in Hannover, die Berliner Premiere war am 21. Januar 1952. In Wien lief der Film am 26. Februar desselben Jahres an.
Regisseur und Produzent Stöger übernahm auch die Produktionsleitung. Gabriel Pellon schuf die von Peter Schlewski ausgeführten Filmbauten.

## Kritik
Im Lexikon des Internationalen Films heißt es: „Musikalisch, gesanglich und schauspielerisch gleichermaßen glanzlos.“